# Hailey Gates
Pour les articles homonymes, voir Gates.
Hailey Benton Gates, née le 28 mars 1990 à Los Angeles (États-Unis), est un mannequin, actrice, réalisatrice et journaliste américaine.
Elle a animé la série Viceland States of Undress (en).

## Biographie
Hailey Gates grandit dans la région de Los Angeles, où sa famille réside depuis sept générations. Les parents de Gates se sont séparés pendant son enfance. La grand-mère maternelle de Gates est la scénariste Joan Tewkesbury. Son arrière-grand-père fut le premier maire de Santa Monica.
En 2012, Hailey Gates obtient un baccalauréat en beaux-arts en théâtre expérimental de la Tisch School of the Arts de l'université de New York.
Après avoir obtenu son diplôme de l'Université de New York en 2012, Hailey Gates commence à travailler comme rédactrice et directrice de la publicité chez The Paris Review. Elle quitte le magazine en 2015.
Hailey Gates joue dans des campagnes pour Miu Miu (par Steven Meisel), Costume National et Target,,. Elle est également apparue sur la couverture du magazine Jalouse de juillet/août 2011. Elle est actuellement signée chez M Model Management.
Au cinéma, Hailey Gates apparait dans Ricki and the Flash dans le rôle d'Emily en 2015. Elle co-écrit et produit également A Space Program, un docudrame de 2015, avec l'artiste Tom Sachs. Le film reçoit une critique positive du New York Times.
Hailey Gates anime States of Undress (en) de Viceland. La série documentaire d'investigation se concentre sur les circonstances politiques et sociales entourant les semaines de la mode à travers le monde. La deuxième saison de la série est diffusée pour la première fois le 6 juin 2017.
Hailey Gates tient un petit rôle en tant que « mère droguée » dans le reboot de Twin Peaks: The Return de David Lynch en 2017 sur Showtime,. En 2019, Hailey Gates apparait dans le film Uncut Gems des frères Safdie.
En janvier 2019, son court métrage mettant en vedette Alia Shawkat, Shako Mako, est présenté en avant-première à Los Angeles. Le film est produit dans le cadre de la série Women's Tales de Miu Miu, composée de courts métrages réalisés par des femmes. En 2023, elle réalise un long métrage, Atropia avec Alia Shawkat et Callum Turner parmi le casting.

## Vie personnelle
Depuis mai 2016, Hailey Gates réside dans l'Upper West Side de New York.

## Filmographie

### Film

#### En tant qu'actrice
| Année | Titre               | Rôle                      | Remarques                                                            |
| ----- | ------------------- | ------------------------- | -------------------------------------------------------------------- |
| 2015  | Ricki and the Flash | Emily                     |                                                                      |
| 2019  | Uncut Gems          | La réceptionniste d'Adley |                                                                      |
| 2021  | O Night Divine      | Babette                   | Court métrage sur le thème des vacances réalisé par Luca Guadagnino. |
| 2024  | Challengers         | Helen                     |                                                                      |
| 2024  | My First Film (en)  |                           |                                                                      |

#### En tant que réalisatrice
| Année | Titre         | Remarques     |
| ----- | ------------- | ------------- |
| 2019  | Women's Tales | Court métrage |
| 2025  | Atropia       |               |

#### En tant que scénariste
| Année | Titre           | Remarques |
| ----- | --------------- | --------- |
| 2015  | A Space Program |           |

### Télévision
| Année     | Titre                  | Rôle         | Remarques  |
| --------- | ---------------------- | ------------ | ---------- |
| 2016-2017 | States of Undress (en) | Hôte         |            |
| 2017      | Twin Peaks: The Return | Mère droguée | 3 épisodes |

## Récompenses et distinctions
- Hailey Gates : Récompenses, sur l'Internet Movie Database